# エレックスD-51
エレックスD-51（エレックスでごいち）は、1983年にソフィアが開発し、西陣が発売した羽根モノパチンコ機。

## 概要
- 音と光を搭載するパチンコ機、「エレックス」シリーズとして発売したもの（当時、西陣では電役器に「エレックス」と命名していた）。
- 役物は機関車D51をモチーフとしている。
- セル盤画の女性デザインがアニメ『銀河鉄道999』に登場する「メーテル」に似ているが、タイアップなどの関連はない。

## スペック
- 『エレックスD-51』（1983年）
  - 賞球数 13 大当たり最高継続 8R10C